# 千葉県立国府台高等学校
千葉県立 国府台高等学校（ちばけんりつ こうのだい こうとうがっこう、英:Chiba Prefectural Kohnodai High School）は、千葉県市川市に所在する県立高等学校である。

## 概要
起源は1943年創立の市川市立中學校の開校に遡る。創立時は仮校舎での開校となり、その後２度目の移転で現在の校地に校舎を構えた。
生徒は「鴻陵生（こうりょうせい）」と呼ばれ、文化祭は「鴻陵祭（こうりょうさい）」と称する。

### 校章
校章は全校生徒から図案を募集し、選考・加筆したものである。柏の若葉という燃える青春と、松という硬い芯のあるものを型どって、かなえのように知育・徳育・体育をあらわす三角を中心に据えた。

### 校歌
作曲：古関 裕而・作詞：サトウハチロー

## 設置課程
- 全日制・普通科

## 沿革
- 1943年4月17日 - 市川市立中学校（旧制）として市川市立中央国民学校（現在の市川市立平田小学校）の敷地内に仮校舎を設置し創立する[1]。
- 1944年1月 - 市立市川商業学校（現在の市川市立宮田小学校）の校舎に移転する[1]。
- 1946年3月 - 日本軍国府台所在東部第188部隊の跡地（現在地）に移転する[1]。住所は国府台1丁目1番地だった。
- 1946年4月25日 - 市川市立高等女学校が創立する[1]。市川市立中学校（市川市宮田1306号）の跡地に設置創設した[1]。
- 1947年1月 - 市川市立中学校が、市川市立国府台中学校へと改称する[1]。
- 1947年4月 - 学制改革により新制の中学校を併設する。
- 1947年5月3日 - 校章が制定。徽章を配布。
- 1948年3月 - 第1回卒業式が開催される。
- 1948年4月 - 市川市立国府台高等学校（新制）へと改称する[1]。
- 1948年10月 - 第1回鴻陵祭を開催。
- 1949年3月 - 新制高等学校、第1回卒業式。学制改革により、市川市立高等女学校は廃校とした。
- 1949年4月 - 廃校となった市川市立高等女学校を合併[1]。生徒会が発足。
- 1949年5月 - 後援会が解散、PTAを創設。
- 1949年11月 - 校訓を発表。
- 1950年4月 - 市川市から千葉県に移管され、千葉県立国府台高等学校が誕生した[1]。16学級。
- 1950年6月 - 千葉県に移管されたことを記念して、祝賀会が挙行された。また、爾後6月1日を創立記念日として定められた。校歌の発表がなされた。
- 1951年4月 - 葛南分校を創設する[2]。定時制課程の普通科として設置された。住所は千葉県市川市欠真間715号で南行徳小学校の敷地内に置かれた[2]。
- 1953年2月 - 「雑誌国府台」を創刊する。
- 1953年11月 - 講堂を竣工する。面積は948.8平方メートル。
- 1955年3月 - 学校放送設備が完成。校内放送を開始。
- 1956年11月 - 本館の第1期工事を実施。構造は県下初の鉄筋コンクリート3階建て校舎、面積は949.4平方メートル。
- 1958年12月 - 校則制定を公布。
- 1959年8月 - 本館の第2期工事を実施。構造は鉄筋コンクリート3階建てで増築、面積は1,224.4平方メートル。通知票の郵送を廃止。
- 1960年1月 - 体育館が落成。面積は718平方メートル。
- 1960年3月 - 塑像「輝」を除幕。
- 1961年9月 - 第14回鴻陵祭を開催。（残材を使用して行うファイアーストームが始まった。）
- 1962年9月 - プールが落成。面積は917.1平方メートル。
- 1963年4月 - 葛南校舎が設置される。これにより分校が解消した。
- 1963年12月 - 創立20周年。第2校舎（新館）が改築された時期に重なったため、同時に二つの記念式典が挙行される。第2校舎の構造は鉄筋コンクリート4階建てで、面積は2,531平方メートル。
- 1964年2月 - 県内の高校で初のLL教室が完成。
- 1964年4月 - 葛南校舎に設置されていた3学級を国府台高校の本校に併合する。葛南校舎は葛南分校へと改称。
- 1964年11月 - 30年の借地契約により、第2運動場が開設される。面積は11,793平方メートル。
- 1967年3月 - 卒業式答辞すり替え事件が発生。
- 1967年4月 - 浅間山遭難事件が発生。（地学教員と生徒2名が死亡。）
- 1967年9月 - 弓道場が完成。
- 1968年8月 - 全国高校総合体育大会（インターハイ）で陸上部総合優勝を獲得。
- 1969年7月19日 - PTA会報「広報鴻の台」を創刊する。
- 1969年8月 - 全国高校総合体育大会（インターハイ）で河村正志がサーブルで個人優勝する。
- 1970年3月・1971年3月 - 学園紛争のため卒業式が荒れてしまう。
- 1970年3月～1972年3月 - 卒業式の送辞・答辞が行われなかった。
- 1971年12月 - 卒業式準備委員会の設立。（活動年：1971 ｰ 72）
- 1973年10月 - 校舎移転資料調査委員会の設置。
- 1974年3月 - 卒業式実行委員会主導の卒業式が初めて行われる。以後生徒主体の卒業式が確立する。
- 1974年10月 - 生徒会、校舎移転反対決議（648票）。
- 1975年7月 - PTA理事会、校舎移転反対決議。
- 1976年4月 - 生徒会活動「その継承と発展のために」を発刊する。（1977・1979・1986・1989・1992・1997・2001年改訂）
- 1976年5月 - 第1回グリーンスクールを実施。2泊3日＠塩原（栃木）。
- 1976年8月 - 全国高校総合体育大会（インターハイ）でフェンシング部（女子）が団体優勝する。
- 1977年10月 - 第1回校外学習の実施。3泊4日3コース。
- 1978年2月 - 第3期卒業生（個人）によって校章が制作・寄贈され、取り付けられる。現在は体育館の外壁にある。
- 1978年4月1日 - 行徳高等学校の定時制を設置する。これにより、葛南分校の生徒募集が停止される。
- 1978年9月 - 葛南分校が行徳高等学校へ校舎を移転する。
- 1979年11月 - 第1回芸術観賞教室を実施。
- 1980年11月 - 「平和を考える集い」の開始。1991年以降「平和と人権を考える集い」となる。
- 1981年3月 - 葛南分校に最後まで在籍していた在校生が卒業したことにより、葛南分校は昭和55年度に30年の歴史をもって閉校した。卒業生の総数は651名。
- 1982年3月 - 「雑誌国府台」30号を休刊。
- 1982年3月 - 国公立大学合格者3桁（119名）を記録。
- 1983年3月 - 前年度に引き続き「雑誌国府台」30号を休刊。
- 1983年6月 - 仮校舎（プレハブ2棟）建設。第1期改築工事開始。
- 1983年8月 - 木造校舎と生徒会館を解体。
- 1984年8月 - 第1校舎、機械室棟・西側廊下・東側廊下が新築完成。総面積は9,099平方メートル。
- 1984年9月 - NHKが鴻陵祭の様子を「われら高校生」で全国放映。
- 1984年11月 - 本館・講堂・格技場の取り壊し工事が実施され、同月に完了する。
- 1985年8月 - 体育館（屋内練習場・格技場）の新築工事が完了。総面積は2,331平方メートル。
- 1985年10月 - 「創立40周年記念誌」が発行される。第3校舎の体育館付属更衣室の取り壊し工事が実施される。
- 1987年3月 - 部室が竣工する。面積は120平方メートル。
- 1987年3月 - 旧体育館の部室の取り壊しが行われる。
- 1989年2月 - グラウンド・テニスコートが整備される。
- 1990年2月 - 前庭の工事が完了する。
- 1991年11月 - 現在の弓道場が落成する。
- 1993年2月 - 中庭工事が完了する。
- 1994年2月13日 - 創立50周年・同窓会40周年記念祝賀会が挙行される。
- 1994年9月 - 第2運動場の借地契約が切れる。
- 1994年11月 - 教育用コンピュータ一が整備される。
- 1995年3月 - 管理棟の屋上防水を実施する。
- 1995年3月 - テニスコート改修工事を実施する。
- 2002年1月 - コンピュータのリース更新を実施する。
- 2002年5月 - 全国高等学校総合体育大会（千葉きらめき総体）シンボルマーク最優秀賞受賞（個人）
- 2003年3月 - グラウンド北側に防球ネットが新設される。総面積は82.5平方メートル。
- 2003年4月 - ニッポン放送の中高生向け情報バラエティラジオ番組「知ってる？24時。」で憧れの高校ランキング1位に選ばれる。
- 2003年11月 - 創立60周年記念式典が挙行され、それと同時に芸術鑑賞会も実施された。
- 2004年3月 - テニスコート舗装工事を実施する。
- 2004年10月 - 擁壁の改修工事が実施され、それと同時に県道側にフェンスの設置が行われた。
- 2006年1月 - コンピュータ室が新設される。これに伴って生徒用コンピュータが新たに導入される。
- 2007年3月 - 千葉大学と高大連携協定を締結する。
- 2007年4月 - 2学期制が開始される。
- 2007年5月 - 鴻陵会と保護者協力の下、普通教室に冷房設備の設置が完了する。
- 2007年6月 - 科学技術振興機構のSPPが初採用される。採用数は3件である。
- 2008年3月 - 科学技術振興機構のSPPが採用される。採用数は3件である。
- 2009年8月 - 独特の意匠で異彩を放っていた螺旋階段が撤去される。
- 2010年9月 - 正門の改修工事が完了する。
- 2014年6月 - 創立70周年記念式典が挙行される。
- 2018年4月 - 3学期制へ移行する。
- 2021年1月 - 新型コロナウイルスによるクラスター感染が発生。
- 2024年4月 - 「教員基礎コース」を設置する。

## 行事
- 4月 - 始業式、入学式、実力テスト①（1,2年）、球技祭
- 5月 - 中間考査、身体測定・スポーツテスト、校内模試①（3年）
- 6月 - 創立80周年記念式典、保護者面談
- 7月 - 期末考査、校内模試②（3年）、実力テスト②（1,2年）、終業式、 夏季休業、夏期進学補講
- 8月 - 学校説明会
- 9月 - 始業式、校内模試③（3年）、実力テスト③（1,2年）、鴻陵祭
- 10月 - 中間考査
- 11月 - 校外学習（1年）、修学旅行（2年）
- 12月 - 期末考査、終業式、冬季休業、冬期進学補講
- 1月 - 始業式、大学入試共通テスト、3年学年末考査、実力テスト④（1,2年）
- 2月 - ロードレース大会、入学者選抜
- 3月 - 卒業式、学年末考査（1,2年）、終業式

## 著名な出身者
- 中村正人（DREAMS COME TRUE）
- 真保裕一（作家）
- 乙川優三郎（作家）
- きたろう（俳優）
- 大久保博 (政治家)
- 市村尚久（早稲田大学名誉教授）
- 鈴木克明（熊本大学大学院教授）
- 最首悟（和光大学名誉教授）
- 伊藤淳史（俳優）
- 横須賀ゆきの（読売テレビ）
- 吉田裕史（指揮者）
- 達正光（棋士）
- おきらく亭はち好（落語家）
- 赤松珠抄子（プロデューサー）
- 真田健一郎（俳優）
- むかし家今松（落語家）
- 川柳つくし（落語家）
- かとうひろし（文化人）
- 響直美（文化人）[要出典]
- 霜風るみ（文化人）[要出典]
- ピョコタン（文化人）
- 松丸伸一郎（裁判官、弁護士）
- 石出奈々子（お笑いタレント）

## 交通アクセス
- 国府台駅下車徒歩12分。（バスの便もあり。）
- 市川駅北口バスターミナルと松戸駅西口バスターミナルを結ぶ京成バス「和洋女子大前」下車。
- 矢切駅下車徒歩20分、または京成バス「市川駅」行きに乗車し「和洋女子大前」下車。

## 部活動
バラエティに富んだ部活動の中から、自身に合ったものを選び、気力や粘り強く努力する姿勢、仲間とのコミュニケーションの図り方など多くのことを学ぶことができる。また、多くの部活動で上位大会に出場していて、専門的な技術を習得することも可能である。その真摯に取り組む姿勢は、学習・学校行事と相通ずるものがある。
- 陸上競技 - 千葉県総体女子800m 3位 関東大会出場・千葉県新人大会女子400m 8位入賞
- 野球
- 柔道
- 弓道 - 令和4年千葉県選手権女子個人優勝・令和5年関東大会男子団体出場
- 剣道
- サッカー
- バレーボール
- バスケットボール
- 硬式テニス
- ソフトテニス
- 水泳 - 男子平泳ぎ100m・200m、男子背泳ぎ100m・200m、女子個人メドレー400m 関東大会出場
- ボート - 栃木国体男子ダブルスカル 7位・全国選抜男子ダブルスカル 12位
- ダンス - 高校ストリートダンスグランプリ 2023 決勝大会進出
- バドミントン
- ハンドボール
- 卓球
- フェンシング - JOC ジュニアオリンピックカップ千葉県予選会 ジュニア女子フルーレ優勝
- 吹奏楽 - 第7回全国ポピュラーステージ吹奏楽コンクール優勝
- 演劇 - 千葉県高校演劇研究中央発表会優秀賞第2席（県内3位）
- 美術
- 書道 - 書の甲子園（国際高校生選抜書展）全国優勝・全国青少年書初め大会文部科学大臣賞
- 茶道
- 生物

### 同好会
- アウトドア
- 文化研究
- 写真
- 料理